# 科阿特
科阿特（Koath），是印度比哈尔邦Rohtas县的一个城镇。总人口15809（2001年）。

## 人口
该地2001年总人口15809人，其中男性8197人，女性7612人；0—6岁人口2926人，其中男1488人，女1438人；识字率48.32%，其中男性为59.38%，女性为36.42%。